# Okano
Okano är en flod i Gabon, ett biflöde till Ogooué. Den rinner genom provinserna Woleu-Ntem och Moyen-Ogooué, i den centrala delen av landet, 170 km öster om huvudstaden Libreville. En del av floden ingår i gränsen mellan Woleu-Ntem och Ogooué-Ivindo.